# Assembleia Legislativa de Roraima
Assembleia Legislativa do Estado de Roraima é o órgão de poder legislativo do estado de Roraima, exercido através dos deputados estaduais.

## História
A transformação de Roraima de Território em estado pela Carta Magna de 1988, ensejou na criação da Assembleia Legislativa roraimense. A primeira eleição para deputado estadual e para governador se deu em 3 de outubro de 1990. A instalação da Assembleia Legislativa ocorreu na manhã do dia 1º de janeiro de 1991, quando foi empossado o primeiro governador eleito do novo Estado, Ottomar de Sousa Pinto, que teve como vice-governador o empresário Airton de Oliveira Dias.
A Assembleia Legislativa roraimense tem, desde a sua criação, 24 assentos e é sediada no Palácio Antonio Martins.
Atualmente é presidida pelo deputado Soldado Sampaio (Republicanos), após a cassação do ex-deputado Jalser Renier (SD). Eleito por unanimidade dos deputados presentes em 28 de fevereiro de 2022 e reeleito em janeiro de 2023.

## Mesa Diretora
A  mesa diretora do biênio 2023-2024 é composta porː
| Posição            | Nome              | Partido      |
| ------------------ | ----------------- | ------------ |
| Presidente         | Soldado Sampaio   | Republicanos |
| 1º Vice-presidente | Marcelo Cabral    | Cidadania    |
| 2º Vice-presidente | Chico Mozart      | PP           |
| 3º Vice-presidente | Eder Lourinho     | PSD          |
| 1º Secretário      | Jorge Ewerton     | União Brasil |
| 2º Secretário      | Aurelina Medeiros | PP           |
| 3º Secretário      | Rárison Barbosa   | PMB          |
| 4º Secretário      | Odilon            | Podemos      |

## Deputados estaduais
Esses são os 24 deputados estaduais eleitos pelo estado de Roraima nas eleições de 2022.
| Candidato (a)          | Partido      | Votação     |
| ---------------------- | ------------ | ----------- |
| Soldado Sampaio        | Republicanos | 8.746 votos |
| Joilma Teodora         | Podemos      | 7.658 votos |
| Marcos Jorge           | Republicanos | 7.624 votos |
| Tayla Peres            | Republicanos | 7.292 votos |
| Neto Loureiro          | PMB          | 7.053 votos |
| Aurelina Medeiros      | PP           | 6.959 votos |
| Catarina Guerra        | União Brasil | 6.939 votos |
| Chico Mozart           | PP           | 6.661 votos |
| Jorge Everton          | União Brasil | 6.627 votos |
| Renato Silva           | PROS         | 6.331 votos |
| Marcelo Cabral         | Cidadania    | 5.862 votos |
| Odilon                 | Podemos      | 5.276 votos |
| Idazio Da Perfil       | MDB          | 5.039 votos |
| Lucas Souza            | PROS         | 4.591 votos |
| Coronel Chagas         | PRTB         | 4.579 votos |
| Eder Lourinho          | PSD          | 4.490 votos |
| Angela Águida Portella | PP           | 4.475 votos |
| Dr Claudio Cirurgião   | União Brasil | 4.320 votos |
| Gabriel Picanço        | Republicanos | 3.861 votos |
| Marcinho Belota        | PRTB         | 3.549 votos |
| Dr Meton               | MDB          | 3.412 votos |
| Rárison Barbosa        | PMB          | 3.200 votos |
| Isamar Júnior          | PSC          | 3.145 votos |
| Armando Neto           | PL           | 3.046 votos |